# Cingle del Castell
El Cingle del Castell és una cinglera del municipi de Castell de Mur, a l'antic terme de Guàrdia de Tremp, dins de l'àmbit del poble de Guàrdia de Noguera, al Pallars Jussà.
És el vessant meridional de la serra del Castell de Guàrdia, que forma un cingle al davant septentrional de la vila de Guàrdia de Noguera. A la part alta del cingle hi ha uns plans que haurien hostatjat la primitiva vila de Guàrdia de Noguera. Sobre el cingle es troben el castell de Guàrdia i l'església de Sant Feliu de Guàrdia.